# Billboard Music Awards 2011
Les Billboard Music Awards 2011 ont eu lieu le 22 mai 2011 au MGM Grand Garden Arena à Las Vegas présentés par Ken Jeong. Cette cérémonie récompense la popularité des gagnants dans le classement annuel du Billboard. La cérémonie a été retransmise en direct par le réseau américain ABC.
Parmi les nommés on retrouve les artistes les plus populaires de l’année 2010/2011 aux États-Unis.
La liste des finalistes nommés a été annoncée le mercredi 13 avril 2011 lors de la conférence de presse de Las Vegas.
Rihanna prend la tête en tant que finaliste nommée dans 18 catégories, y compris Top Hot 100 Artist, Top Female Artist, Top R&B Artist et Top Dance/Electronic Artist. Sa collaboration avec Eminem « Love The Way You Lie », se retrouve en concurrence direct avec la chanteuse dans 6 catégories différentes. 
Pendant ce temps, Eminem est finaliste nommé dans 16 catégories, y compris Top Billboard 200 Artist, Top Artist, Top Male Artist and Top Rap Artist.
Lady Gaga suit en tant que finaliste nommée dans 12 catégories, avec ses trois réalisations en concurrence pour Top Dance Album / Electronic: "The Fame", "The Fame Monster" et "The Remix".
Les révélations de l’année Bruno Mars et Justin Bieber sont  chacun en lice dans 11 catégories et s’affronteront dans les catégories Top New Artist ainsi que Top Male Artist. 
Les autres prétendants de la catégorie Top New Artist ne sont autres que Nicki Minaj, Ke$ha et Taio Cruz dont la chanson « Dynamite » est en compétition dans 5 catégories dont Top Hot 100 Song.
Lors de la cérémonie, Beyoncé, Nicki Minaj, Taio Cruz, Cee Lo Green, Pitbull, Rihanna, Ne-Yo, Ke$ha, Britney Spears, Lil Wayne, Lady Antebellum, Far East Movement, One Republic; Mary J Blige ainsi que The Black Eyed Peas se sont produits sur scène.
Beyoncé a reçu le Millenium Award pour l'ensemble de sa carrière.

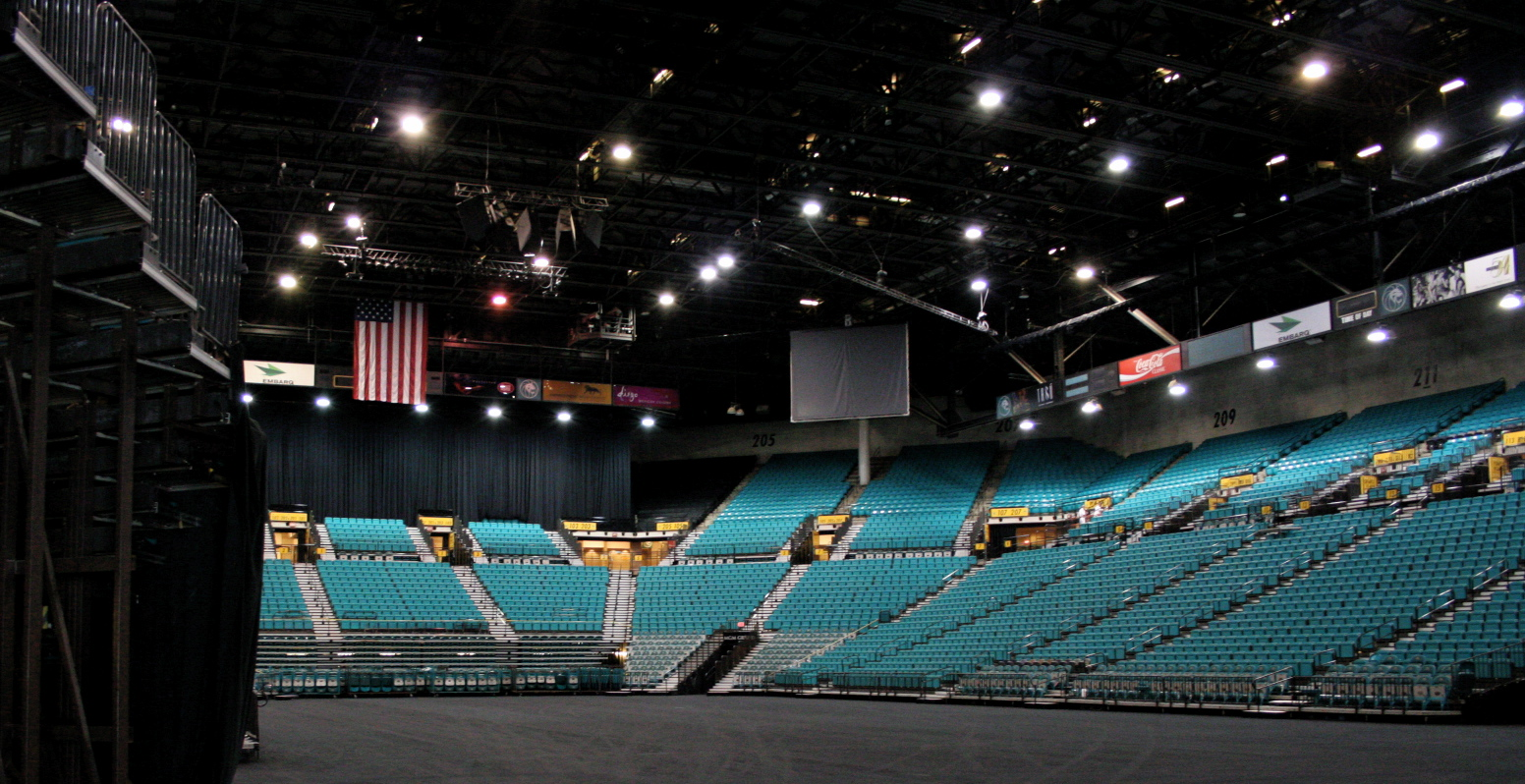
MGM Grand Garden Arena, lieu de la cérémonie le 22 mai 2011.

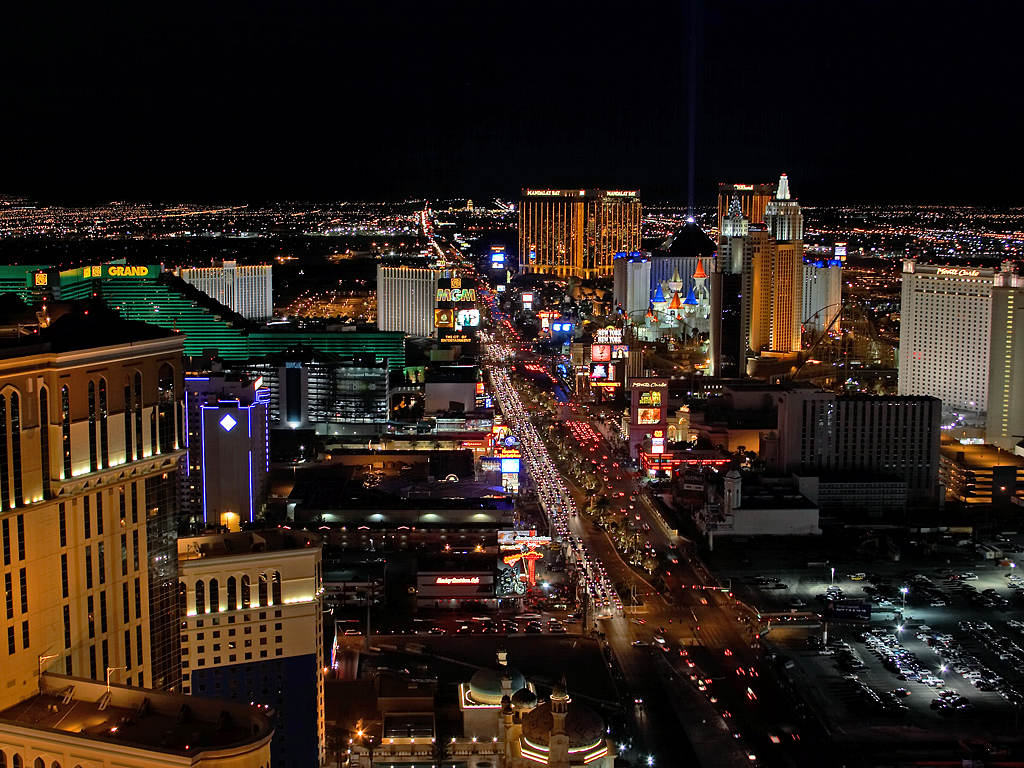
Las Vegas, Ville Hôte des Billboard Music Awards 2011.

## Nominations
(Les Gagnants sont en gras)

### Billboard Music Awards de l'année | Millenium Award
- Beyonce (Pour l'ensemble de sa Carrière)

### Billboard Music Awards de l'année | Icon Award
- Neil Diamond (Pour l'ensemble de sa Carrière)

### Billboard Music Awards de l'année | Fan Favorite Award
- Justin Bieber (Choix des Fans sur le site Billboard.com)

### Billboard Music Awards de l'année | Top Artist
- Justin Bieber
- Eminem
- Lady Gaga
- Rihanna
- Taylor Swift

### Billboard Music Awards de l'année | Top Hot 100 Song
- Taio Cruz – Dynamite
- Eminem (feat. Rihanna) – Love The Way You Lie
- Bruno Mars – Just The Way You Are
- Katy Perry (feat. Snoop Dogg) – California Gurls
- Usher (feat. Will.I.Am) – OMG

### Billboard Music Awards de l'année | Top Billboard 200 Album
- Justin Bieber – My World 2.0
- Susan Boyle – The Gift
- Eminem – Recovery
- Lady Antebellum – Need You Now
- Taylor Swift – Speak Now

### Billboard Music Awards de l'année | Top New Artist
- Nicki Minaj
- Justin Bieber
- Taio Cruz
- Ke$ha
- Bruno Mars

### Billboard Music Awards de l'année | Top Tourning Artist
- Bon Jovi
- Michael Buble
- Lady Gaga
- U2
- Roger Waters

### Billboard Music Awards de l'année | Top Duo/Group
- The Black Eyed Peas
- Bon Jovi
- Lady Antebellum
- U2
- Linkin Park

### Billboard Music Awards de l'année | Top Country Album
- Lady Antebellum – Need You Now
- Jason Aldean – My Kinda Party
- Taylor Swift – Speak Now
- Zac Brown Band – The Foundation
- Sugarland - The Incredible Machine

### Billboard Music Awards de l'année | Top Rap Album
- Drake – Thank Me Later
- Eminem – Recovery
- Nicki Minaj – Pink Friday
- Lil Wayne – I Am Not A Human Being
- Kanye West – My Beautiful Dark Twisted Fantasy

### Billboard Music Awards de l'année | Top Rock Album
- The Black Keys – Brothers
- Jack Johnson – To The Sea
- Kid Rock – Born Free
- Linkin Park – A Thousand Suns
- Mumford & Sons – Sigh No more

### Billboard Music Awards de l'année | Top Social Artist
- Akon
- Justin Bieber
- Eminem
- Rihanna
- Lady Gaga

### Billboard Music Awards de l'année | Top Digital Song
- B.o.B (feat. Hayley Williams) – Airplanes
- Taio Cruz – Dynamite
- Eminem (feat. Rihanna) – Love The Way You Lie)
- Bruno Mars – Just The Way You Are
- Katy Perry (feat. Snoop Dogg) – California Gurls

### Billboard Music Awards de l'année | Top Radio Song
- Taio Cruz – Dynamite
- Eminem (feat. Rihanna) – Love The Way You Lie)
- Bruno Mars – Just The Way You Are
- Usher (feat. Pitbull) – DJ Got Us Fallin’ In Love
- Usher (feat. Will.I.Am) – OMG

### Billboard Music Awards de l'année | Top Streaming Song (Audio)
- Taio Cruz – Dynamite
- Eminem (feat. Rihanna) – Love The Way You Lie)
- Bruno Mars – Just The Way You Are
- Lady Antebellum – Need You Now
- Nelly – Just A Dream

### Billboard Music Awards de l'année | Top Streaming Song (Video)
- Justin Bieber (feat. Ludacris) - Baby
- Eminem - Not Afraid
- Eminem (feat. Rihanna) - Love The Way You Lie
- Lady Gaga - Bad Romance
- Shakira(feat. Freshleyground) - Waka Waka (This Time For Africa)

### Billboard Music Awards de l'année | Top Billboard 200 Artist
- Justin Bieber
- Susan Boyle
- Eminem
- Lady Antebellum
- Taylor Swift

### Billboard Music Awards de l'année | Top Hot 100 Artist
- Ke$ha
- Bruno Mars
- Katy Perry
- Rihanna
- Usher

### Billboard Music Awards de l'année | Top Digital Songs Artist
- Drake
- Bruno Mars
- Katy Perry
- Rihanna
- Usher

### Billboard Music Awards de l'année | Top Streaming Artist
- Justin Bieber
- Eminem
- Lady Gaga
- Rihanna
- Shakira

### Billboard Music Awards de l'année | Top Radio Song Artist
- Drake
- Katy Perry
- Usher
- Rihanna
- Bruno Mars

### Billboard Music Awards de l'année | Top Digital Media Artist
- Akon
- Justin Bieber
- Eminem
- Lady Gaga
- Rihanna

### Billboard Music Awards de l'année | Top Male Artist
- Justin Bieber
- Drake
- Eminem
- Bruno Mars
- Usher

### Billboard Music Awards de l'année | Top Female Artist
- Ke$ha
- Lady Gaga
- Katy Perry
- Rihanna
- Taylor Swift

### Billboard Music Awards de l'année | Top Pop Artist
- Justin Bieber
- The Black Eyed Peas
- Ke$ha
- Lady Gaga
- Katy Perry

### Billboard Music Awards de l'année | Top R&B Artist
- Alicia Keys
- Monica
- Rihanna
- Trey Songz
- Usher

### Billboard Music Awards de l'année | Top Rap Artist
- Drake
- Eminem
- Lil Wayne
- Ludacris
- Nicki Minaj

### Billboard Music Awards de l'année | Top Country Artist
- Jason Aldean
- Kenny Chesney
- Taylor Swift
- Lady Antebellum
- Zac Brown Band

### Billboard Music Awards de l'année | Top Rock Artist
- Kings of Leon
- Linkin Park
- Mumford & Sons
- Muse
- Train

### Billboard Music Awards de l'année | Top Alternative Artist
- The Black Keys
- Kings of Leon
- Linkin Park
- Mumford & Sons
- Muse

### Billboard Music Awards de l'année | Top Latin Artist
- Enrique Iglesias
- Pitbull
- Prince Royce
- Shakira
- Wisin & Yandel

### Billboard Music Awards de l'année | Top Dance Artist
- The Black Eyed Peas
- David Guetta
- Lady Gaga
- LaRoux
- Rihanna

### Billboard Music Awards de l'année | Top Christian Artist
- Casting Crowns
- Mercy Me
- Skillet
- tobyMac
- Chris Tomlin

### Billboard Music Awards de l'année | Top Pop Song
- Katy Perry - Firework
- Katy Perry - Teenage Dream
- Katy Perry (feat. Snoop Dogg) - California Gurls
- Bruno Mars - Just The Way You Are
- Taio Cruz - Dynamite

- Alicia Keys - Unthinkable (I'm Ready)
- Rihanna (feat. Drake) – What’s My Name
- Trey Songz (feat. Nicki Minaj) – Bottoms Up
- Usher (feat. Will.I.Am) – OMG
- Usher – There Goes My Baby

### Billboard Music Awards de l'année | Top Rap Song
- B.o.B (feat. Hayley Williams) – Airplanes
- B.o.B (feat. Bruno Mars) – Nothin’ On You
- Eminem (feat. Rihanna) – Love The Way You Lie
- Far*east Movement (feat. Dev & The Cataracs) – Like a G6
- Nelly – Just A Dream

### Billboard Music Awards de l'année | Top Country Song
- The Band Perry – If I Die Young
- Lady Antebellum – Need You Now
- Miranda Lambert – The House That Built Me
- Sugarland – Stuck Like Glue
- Taylor Swift – Mine

### Billboard Music Awards de l'année | Top Rock Song
- The Dirty Heads (feat. Rome) – Lay Me Down
- Florence + The Machine – Dog Days Are Over
- Mumford & Sons – Little Lion Man
- Neon Trees – Animal
- Train - Hey, Soul Sister

### Billboard Music Awards de l'année | Top Alternative Song
- Florence + The Machine – Dog Days Are Over
- Linkin Park - Waiting For The End
- Mumford & Sons – The Cave
- Mumford & Sons – Little Lion Man
- Neon Trees – Animal

### Billboard Music Awards de l'année | Top Latin Song
- Enrique Iglesias (feat. Juan Luis Guerra) – Cuando Me Enamoro
- Pitbull – Bon Bon
- Shakira – Gypsy
- Shakira (feat. El Cata) – Loca
- Shakira (feat. Freyshleyground) – Waka Waka (This Time For Africa)

### Billboard Music Awards de l'année | Top Dance Song
- Lady Gaga – Bad Romance
- Lady Gaga (feat. Beyonce) – Telephone
- LaRoux – Bulletproof
- Edward Maya & Vika Jigulina – Stereo Love
- Yolanda Be Cool & D Cup – We No Speak Americano

### Billboard Music Awards de l'année | Top Christian Song
- Kris Allen – Live Like We’re Dying
- MercyMe – All Of Creation
- Sanctus Real – Lead Me
- tobyMac – Get Back Up
- Chris Tomlin – Our God

### Billboard Music Awards de l'année | Top Pop Album
- Justin Bieber – My World 2.0
- The Black Eyed Peas – The E.N.D.
- Ke$ha – Annimal
- Lady Gaga – The Fame
- Katy Perry – Teenage Dream

### Billboard Music Awards de l'année | Top R&B Album
- Monica – Still Standing
- Rihanna – Loud
- Sade – Soldier of Love
- Trey Songz – Passion, Pain & Pleasure
- Usher - Raymond v Raymond

### Billboard Music Awards de l'année | Top Alternative Album
- The Black Keys – Brothers
- Jack Johnson – To The Sea
- Kings Of Leon – Comes Around Midnight
- Linkin Park – A Thousand Suns
- Mumford & Sons – Sigh No More

### Billboard Music Awards de l'année | Top Latin Album
- Marc Anthony – Iconos
- Enrique Iglesias – Euphoria
- Camilla – Dejarte De Amar
- Shakira – Sale El Sol
- Prince Royce – Prince Royce

### Billboard Music Awards de l'année | Top Dance/Electronic Album
- Daft Punk – Tron Legacy (Soundtrack)
- Lady Gaga – The Fame
- Lady Gaga – The Fame Monster
- Lady Gaga – The Remix
- Owl City - Ocean Eyes

### Billboard Music Awards de l'année | Top Chistian Album
- MercyMe – The Generous Mr. Lovewell
- Skillet – Awake
- tobyMag – Tonight
- Chris Tomlin – And If Our God Is For Us
- Various Artist – WOW Hits 2011

## Performances

### Ouverture-Cérémonie
- Rihanna (avec Britney Spears) — S&M

### Cérémonie
- The Black Eyed Peas — Just Can't Get Enough / I Gotta Feeling
- Ke$ha — Blow
- Beyonce — Run the World (Girl)
- Lady Antebellum — Just A Kiss
- Taio Cruz — Break Your Heart / Dynamite
- Ne-Yo (avec Pitbull) — Give Me Everything
- Mary J. Blige  (avec Lil Wayne) — Someone To Love
- Cee Lo Green — (Medley)
- One Republic (avec Far East Movement & Snoop Dogg) — Rocketeer
- Nicki Minaj (avec Britney Spears) — Super Bass / Till the World Ends (Remix)
- Keith Urban — Long Hot Summer

### Clôture-Cérémonie
- Neil Diamond — (Medley)

## Artistes et personnalités présentes
- Ken Jeong (Maître de Cérémonie)
- Nicki Minaj
- Patrick Monahan
- Matthew Morrison
- Kylie Minogue
- Bradley Cooper (Apparition via grand-écran)
- Zach Galifianakis (Apparition via grand-écran)
- Ed Helms (Apparition via grand-écran)
- Tim Allen
- Mathew Knowles (Apparition via grand-écran)
- Michelle Obama (Apparition via grand-écran)
- Tina Knowles (mère de Beyonce)
- Solange Knowles (Apparition via grand-écran)
- Lady Gaga (Apparition via grand-écran)
- The-Dream (Apparition via grand-écran)
- Stevie Wonder (Apparition via grand-écran)
- Kenneth Edmonds (Apparition via grand-écran)
- Barbra Streisand (Apparition via grand-écran)
- Selena Gomez
- Trey Songz
- Keith Urban
- Joe Jonas
- Ke$ha
- Far East Movement
- Snoop Dogg
- Keri Hilson
- Taylor Swift
- U2
- Justin Bieber
- Taylor Swift
- Jay-Z
- Beyoncé Knowles
- Lady Antebellum
- Britney Spears
- Taio Cruz
- Rihanna
- Kelly Rowland
- Michelle Williams
- The Black Eyed Peas
- Nicole Kidman
- Mary J Blige
- Lil Wayne
- Gentlemen Hall
- Neil Diamond
- One Republic